# Peter Baltes (Politiker)
Peter Baltes (* 12. Juni 1897 in Merchweiler; † 25. Januar 1941 in Berlin) war ein deutscher Politiker. Er war Mitglied der NSDAP und zählte zu den Alten Kämpfern.

## Leben
Peter Baltes wuchs als Sohn eines katholischen Bergmanns auf. Nach dem Besuch der Volksschule und der Handelsschule besuchte er die Bergschule. Mit 19 Jahren wurde er zur Kaiserlichen Marine eingezogen, die er 1918 als Matrose verließ.
Von 1920 bis 1926 arbeitete er als Gewerkschaftssekretär, wurde jedoch 1926 aufgrund von „Unredlichkeit“ entlassen. Anschließend arbeitete er als Angestellter der Regierungskommission des Saargebietes im Versorgungsamt. Im Oktober 1927 trat er dem Saarbrücker SA-Sturm 70 bei und blieb dort bis 1929 aktiv. Zum 1. Mai 1928 trat er der NSDAP-Ortsgruppe Merchweiler bei (Mitgliedsnummer 87.960). Dort stieg er bis zum Ortsgruppenführer auf. Für die Partei agierte er als Gauredner und später als Leiter des Amtes für Kriegsopfer (NSKO).
1927 und 1929 war er Teilnehmer an den Reichsparteitagen der NSDAP. 1931 wurde er im Saargebiet stellvertretender Gauleiter und 1932 in den Landesrat gewählt. 1925 wurde er nach Berlin beordert, wo er als Beamter arbeitete. 1937 erhielt er das Goldene Parteiabzeichen der NSDAP. 1938 wurde er wieder in die SA aufgenommen und zum Standartenführer befördert. In Berlin verstarb er 1941.
Bis zum Kriegsende war eine Straße in Wemmetsweiler nach ihm benannt.